# مجموعة مغادرة

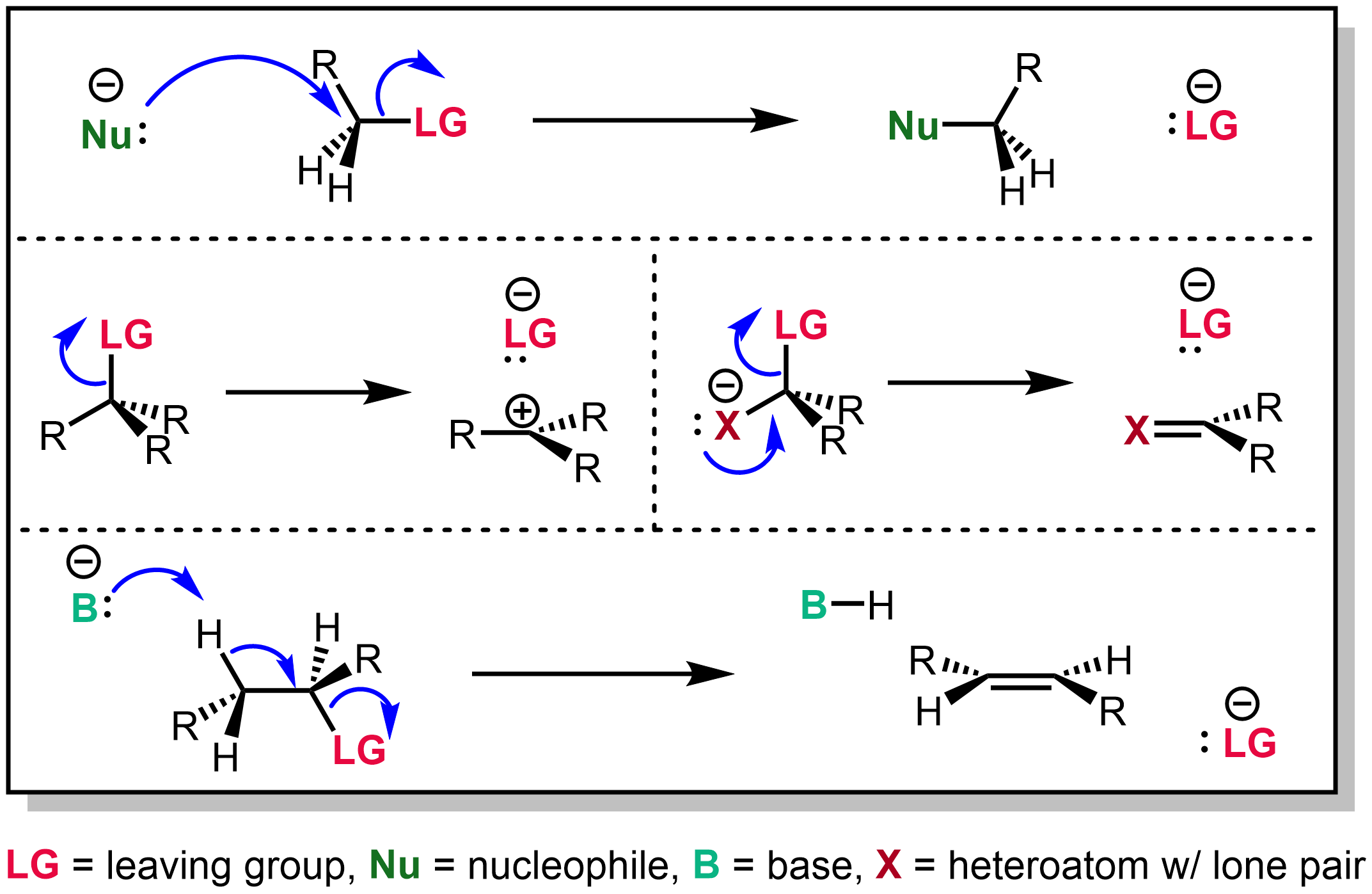
مجموعة المغادرة: هي جزيء أو ذرة تنفصل من جزيء عضوي، ويسمى الجزء الرئيسي. مقدرة المجموعات الفعالة على مغادرة الجزيء تسمى "عدم الاستقرار".

مجموعة المغادرة هي ذرة أو جزيء ينفصل من الجزيء العضوي, يمكن أن يحدث به عملية انفصال، ويسمي الجزء الرئيسي. ومقدرة المجموعات الفعالة على مغادرة الجزيء تسمي عدم استقرار.
وكلما قلت pKa للحمض المترافق, كلما تحسنت قدرة المجموعة المغادرة، لأنها تكون بذلك قادرة على تحسين الشحنة السالبة. وبالعكس فإن، القاعدة تكون مجموعة مغادرة ضعيفة. تفاعل SN1 يفضل الأيونات الهاليدية كمجموعات مغادرة.
في درجة حرارة الغرفة الماء، وتتابع الثبات كالتالي:
- الضعف، عدم الثبات
- أمين NH2-
- ميثوكسي CH3O-
- هيدروكسيل HO-
- كربوكسيلات CH3COO-
- F
- ماء
- Cl
- Br
- I
- أزيد N3
- ثيوسيانات SCN
- مجموعة نترو NO2
- سيانيد CN
- القوة والثبات
NO3 أضعف من F.

وخلال هجوم محب للنواة SN2, تتكون شحنة جزيئية على مجموعة المغادرة. وخلال تفاعل SN1, يحدث للمجموعة المغادرة تأين وتترك الجزيء.
وفي التحولات التي تتم بدون آلية محدد، تكون «مجموعة المغادرة» هي المستبدل الفعلي في المواد المتفاعلة والنواتج.

## وصلات خارجية
- كلية بلوفتون